# Kotlina Oświęcimska
Kotlina Oświęcimska (512.2) – makroregion geograficzny w południowej Polsce, stanowiący część Północnego Podkarpacia, o powierzchni około 1236 km².
Kotlina ta rozciąga się w dorzeczu górnej Wisły między Wyżyną Śląsko-Krakowską na północy a Pogórzem Śląskim i Wielickim na południu. Na wschodzie graniczy z Bramą Krakowską, a od zachodu z Kotliną Ostrawską. Dzieli się na Równinę Pszczyńską, Dolinę Górnej Wisły i Podgórze Wilamowickie.
W Kotlinie Oświęcimskiej wpadają do Wisły spływające z Karpat rzeki Biała, Soła i Skawa oraz spływające z Wyżyny Śląskiej rzeki Przemsza, Gostynia i Pszczynka.
Zdecydowana większość tego obszaru to tereny rolnicze oraz przemysłowe. Lasy pokrywają nieznaczną powierzchnię terenu i są zazwyczaj niewielkie. Dno kotliny jest położone na wysokości około 230 m n.p.m. W zachodniej części regionu, na Wiśle znajduje się zbiornik retencyjny w Goczałkowicach, zaś na Pszczynce zbiornik Łąka w Pszczynie, a na Gostynce zbiornik Paprocański w Tychach. Kotlina Oświęcimska jest jednym z głównych centrów hodowli karpia w Polsce.
Obszar Kotliny Oświęcimskiej jest gęsto zaludniony, główne miasta to Oświęcim, Pszczyna, Czechowice-Dziedzice, Brzeszcze, Zator oraz Tychy, gdzie południowa część miasta leży w Kotlinie Oświęcimskiej, a północna część na Wyżynie Śląskiej.